# Saint-Germé
Saint-Germé è un comune francese di 516 abitanti situato nel dipartimento del Gers nella regione dell'Occitania.

## Società

### Evoluzione demografica
Abitanti censiti